# Stepan Davydov
Stepan Ivanovitch Davydov (Степа́н Ива́нович Давы́дов), né le 1er/12 janvier 1777 près de Tchernigov et mort le 22 mai/4 juin 1825 à Moscou, est un compositeur et pédagogue russe.

## Biographie
Il chante à la chapelle impériale de la cour et attire l'attention de l'impératrice Catherine II qui l'envoie étudier auprès de Giuseppe Sarti. À l'automne 1814, il enseigne la musique au siège de Moscou des théâtres impériaux et compte entre autres parmi ses élèves Nadejda Repina, Pavel Boulakhov et Alexandre Bantychev . Ensuite, il est nommé directeur de la musique des théâtres impériaux à Moscou.
Davydov est surtout connu pour son cycle d'opéras qui commence par l'opéra-féérie dans le genre singspiel de Ferdinand Kauer, La Vierge du Danube qu'il adapte pour le public russe. En 1803, il devient Kapellmeister des théâtres impériaux à Saint-Pétersbourg et avec le dramaturge Nikolaï Krasnopolski il modifie le livret de cet opéra en russifiant sa thématique et ses personnages,; cet opéra rencontre un grand succès dans toute la première moitié du XIXe siècle.

## Compositions

### Musique liturgique vocale
- Liturgie à quatre voix
- 17 concertos

### Musique profane
Davydov utilise dans nombre de ses compositions des motifs folkloriques pour sa musique vocale ou symphonique.
- Ballets La Bonté couronnée (pour le couronnement d'Alexandre Ier, en 1801), L'Oblation de la gratitude (ballet allégorique pour la fête patronale d'Alexandre Ier, en 1802) et La Comte Castelli ou Le Frère criminel (ballet tragique en collaboration avec Giuseppe Sarti et Vicente Martín y Soler, 1804)[1];
- Trois parties de La Vierge du Danube (devenue La Sirène du Dniepr) avec des intermèdes dansés de Walberg en collaboration avec Catterino Cavos[5];
- Opéra comique en un acte Loukachka ou la Veillée de Noël (1816);
- Ouverture de concert;
- Chants (dont Au milieu de la vallée).
- Ballets-divertissements: La Fête paysanne russe (1812), Semik» (1815), Promenade au Mont des Moineaux (1815), Filatka et Fedora à la balançoire près de Novinsky (1815), Le Triomphe des Russes ou le Bivouac sous Krasnoïe (Le Triomphe de la Victoire, 1816), Le Premier mai ou La Promenade à Sokolniki (1816), Le Complot de mariage au retour des guerriers dans leur patrie (1817), Le Camp de Tziganes (1819), La Revue des mariées, ou Noël au village (1821), La Fête des colons près de la capitale (1821), La Fête des vendanges (1823), Les Russes en Allemagne ou Soirée à la foire (avec Catterino Cavos, 1823), Le Festin sur les étangs de la Presna (1824), etc.
- Cantates Offrande au peuple russe, Chanson aux soldats russes pour le retour à la patrie, etc.,
- Musique pour la représentation historique Jean de Calais, ou le marin et la princesse de Portugal (1819)
- Chœurs et entractes: Soumbeka, ou la chute du royaume de Kazan de Sergueï Glinka (1807), Hérode et Mariamne de Derjavine (1808), Electre et Oreste de Grouzintsev (1809), Amboar et Orengzeb, ou l'invasion des Mongols par Korsakov (1814)[1].